# میراث (کتاب)
میراث نام یک کتاب ادبی است که توسط ماکسیم گورکی، نویسندهٔ اهل روسیه نوشته شده‌است.